# 6107 Остерброк
6107 Остерброк (6107 Osterbrock) — астероїд головного поясу, відкритий 14 січня 1948 року.
Тіссеранів параметр щодо Юпітера — 3,860.